# می‌زتاون
می‌زتاون (به انگلیسی: Mazetown) یک روستا در بریتانیا است. می‌زتاون ۳۶۳ نفر جمعیت دارد.